# Cibao Fútbol Club
Maillots
Le Cibao Fútbol Club est un club dominicain de football professionnel, basé à Santiago de los Caballeros, en République dominicaine. Fondé le 1er janvier 2015, le club participe à la Liga Dominicana de Fútbol, le championnat national de première division.

## Stade
L'Estadio de Cibao FC est un stade de football situé à Santiago de los Caballeros en République dominicaine. Il est actuellement utilisé pour les rencontres à domicile du Cibao FC en championnat et lors des compétitions internationales. Le stade a une capacité de 5 000 places.

## Palmarès

### Palmarès national
- Champion de République dominicaine en 2018, 2021, 2022, 2023, 2024
- Vice-champion de République dominicaine en 2016
- Vainqueur de la Coupe de République dominicaine en 2015 et 2016

### Palmarès international
- Vainqueur de la Copa Dominico-Haitiana 2016
- Vainqueur du CFU Club Championship 2017